# Distrito electoral de Lambayeque
Lambayeque es uno de los 27 distritos electorales representados en el Congreso de la República del Perú. La circunscripción elige actualmente a 5 congresistas. Sus límites corresponden a los del departamento de Lambayeque. El sistema electoral utiliza el método D'Hondt y una representación proporcional con doble voto preferencial opcional.

## Representantes
| 5 | 3 |

| 2 | 6 |

| 5 | 3 |

| 2 | 2 | 1 |

| 1 | 2 | 1 | 1 |

| 1 | 1 | 1 | 1 | 1 |

| 1 | 1 | 3 |

| 1 | 1 | 1 | 1 | 1 |

| 1 | 1 | 1 | 1 | 1 |

## Elecciones

### Elecciones parlamentarias de 2021
| Partidos y coaliciones                                                                               | Partidos y coaliciones                    | Voto popular | Voto popular | Voto popular | Escaños | Escaños |
| Partidos y coaliciones                                                                               | Partidos y coaliciones                    | Votos        | %            | ±pp          | Total   | +/−     |
| --- | ----------------------------------------- | ------------ | ------------ | ------------ | ------- | ------- |
| | Fuerza Popular (FP)                       | 93,143       | 18.56        | +8.95        | 1       | ±0      |
| | Renovación Popular (RP)1                  | 57,662       | 11.49        | +9.59        | 1       | +1      |
| | Alianza para el Progreso (APP)            | 54,675       | 10.90        | +1.85        | 1       | ±0      |
| | Perú Libre (PL)                           | 47,932       | 9.55         | +7.85        | 1       | +1      |
| | Acción Popular (AP)                       | 47,011       | 9.37         | –2.35        | 1       | ±0      |
| | Juntos por el Perú (JP)                   | 41,235       | 8.22         | –3.30        | 0       | ±0      |
| | Somos Perú (SP)                           | 32,689       | 6.52         | –3.83        | 0       | –1      |
| | Avanza País (AvP)                         | 30,178       | 6.02         | +4.41        | 0       | ±0      |
| | Podemos Perú (PP)                         | 28,527       | 5.69         | –3.04        | 0       | –1      |
| | Partido Morado (PM)                       | 15,149       | 3.02         | –0.99        | 0       | ±0      |
| | Victoria Nacional (VN)                    | 14,329       | 2.86         | Nuevo        | 0       | ±0      |
| | Frente Popular Agrícola del Perú (Frepap) | 13,162       | 2.62         | –2.40        | 0       | ±0      |
| | Partido Popular Cristiano (PPC)           | 6,841        | 1.36         | –1.17        | 0       | ±0      |
| | Unión por el Perú (UPP)                   | 5,774        | 1.15         | –0.93        | 0       | ±0      |
| | Perú Patria Segura (PPS)                  | 4,915        | 0.98         | –0.98        | 0       | ±0      |
| | Partido Nacionalista Peruano (PNP)        | 4,044        | 0.81         | n/a          | 0       | ±0      |
| | Renacimiento Unido Nacional (RUNA)        | 2,302        | 0.46         | –0.05        | 0       | ±0      |
| | Democracia Directa (DD)                   | 2,183        | 0.44         | –1.84        | 0       | ±0      |
| |                                           |              |              |              |         |         |
| Total                                                                                                | Total                                     | 501,751      |              |              | 5       | ±0      |
| |                                           |              |              |              |         |         |
| Votos válidos                                                                                        | Votos válidos                             | 501,751      | 71.90        | –6.57        |         |         |
| Votos en blanco                                                                                      | Votos en blanco                           | 86,363       | 12.38        | +9.81        |         |         |
| Votos nulos                                                                                          | Votos nulos                               | 109,710      | 15.72        | –3.24        |         |         |
| Votos emitidos                                                                                       | Votos emitidos                            | 697,824      | 71.38        | –6.07        |         |         |
| Abstenciones                                                                                         | Abstenciones                              | 279,832      | 28.62        | +6.07        |         |         |
| Votantes registrados                                                                                 | Votantes registrados                      | 977,656      |              |              |         |         |
| |                                           |              |              |              |         |         |
| Fuente:                                                                                              |                                           |              |              |              |         |         |
| Notas al pie: 1 Comparado con los resultados de Solidaridad Nacional (SN) en las elecciones de 2020. |                                           |              |              |              |         |         |
| Notas al pie:                                                                                        |                                           |              |              |              |         |         |
| 1 Comparado con los resultados de Solidaridad Nacional (SN) en las elecciones de 2020.               |                                           |              |              |              |         |         |

### Elecciones parlamentarias de 2020
| Partidos y coaliciones | Partidos y coaliciones                    | Voto popular | Voto popular | Voto popular | Escaños | Escaños |
| Partidos y coaliciones | Partidos y coaliciones                    | Votos        | %            | ±pp          | Total   | +/−     |
| --- | ----------------------------------------- | ------------ | ------------ | ------------ | ------- | ------- |
| | Acción Popular (AP)                       | 68,248       | 11.73        | +4.69        | 1       | +1      |
| | Juntos por el Perú (JP)                   | 67,048       | 11.52        | Nuevo        | 0       | ±0      |
| | Somos Perú1 (SP)                          | 60,244       | 10.35        | n/a          | 1       | +1      |
| | Fuerza Popular (FP)                       | 55,917       | 9.61         | –34.15       | 1       | –2      |
| | Alianza para el Progreso1 (APP)           | 52,685       | 9.05         | n/a          | 1       | +1      |
| | Podemos Perú (PP)                         | 50,825       | 8.73         | Nuevo        | 1       | +1      |
| | Partido Aprista Peruano2 (APRA)           | 42,490       | 7.30         | n/a          | 0       | –1      |
| | Frente Popular Agrícola del Perú (Frepap) | 29,248       | 5.03         | Nuevo        | 0       | ±0      |
| | Partido Morado (PM)                       | 23,353       | 4.01         | Nuevo        | 0       | ±0      |
| | Frente Amplio (FA)                        | 16,476       | 2.83         | –5.99        | 0       | ±0      |
| | Partido Popular Cristiano2 (PPC)          | 14,274       | 2.53         | n/a          | 0       | ±0      |
| | Democracia Directa (DD)                   | 13,244       | 2.28         | –0.55        | 0       | ±0      |
| | Contigo3 (C)                              | 12,742       | 2.19         | –9.32        | 0       | –1      |
| | Unión por el Perú4 (UPP)                  | 12,118       | 2.08         | n/a          | 0       | ±0      |
| | Perú Patria Segura (PPS)                  | 11,413       | 1.96         | Nuevo        | 0       | ±0      |
| | Solidaridad Nacional4 (SN)                | 11,056       | 1.90         | n/a          | 0       | ±0      |
| | Perú Libre (PL)                           | 9,912        | 1.70         | Nuevo        | 0       | ±0      |
| | Avanza País (AvP)                         | 9,360        | 1.61         | Nuevo        | 0       | ±0      |
| | Perú Nación (PN)                          | 9,056        | 1.56         | Nuevo        | 0       | ±0      |
| | Vamos Perú2 (VP)                          | 8,969        | 1.54         | n/a          | 0       | ±0      |
| | Renacimiento Unido Nacional (RUNA)        | 2,961        | 0.51         | Nuevo        | 0       | ±0      |
| |                                           |              |              |              |         |         |
| Total | Total                                     | 582,089      |              |              | 5       | ±0      |
| |                                           |              |              |              |         |         |
| Votos válidos | Votos válidos                             | 582,089      | 78.47        | +10.66       |         |         |
| Votos en blanco | Votos en blanco                           | 19,092       | 2.57         | –9.00        |         |         |
| Votos nulos | Votos nulos                               | 140,623      | 18.96        | –1.66        |         |         |
| Votos emitidos | Votos emitidos                            | 741,804      | 77.45        | –5.87        |         |         |
| Abstenciones | Abstenciones                              | 216,017      | 22.55        | +5.87        |         |         |
| Votantes registrados | Votantes registrados                      | 957,821      |              |              |         |         |
| |                                           |              |              |              |         |         |
| Fuente: |                                           |              |              |              |         |         |
| Notas al pie: 1 Dentro de la coalición Alianza para el Progreso del Perú en las elecciones de 2016. 2 Dentro de la coalición Alianza Popular en las elecciones de 2016. 3 Comparado con los resultados de su partido antecesor Peruanos por el Kambio en las elecciones de 2016. 4 Dentro de la coalición Alianza Solidaridad Nacional en las elecciones de 2016 (retiraron su candidatura). |                                           |              |              |              |         |         |
| Notas al pie: |                                           |              |              |              |         |         |
| 1 Dentro de la coalición Alianza para el Progreso del Perú en las elecciones de 2016. 2 Dentro de la coalición Alianza Popular en las elecciones de 2016. 3 Comparado con los resultados de su partido antecesor Peruanos por el Kambio en las elecciones de 2016. 4 Dentro de la coalición Alianza Solidaridad Nacional en las elecciones de 2016 (retiraron su candidatura).               |                                           |              |              |              |         |         |

### Elecciones parlamentarias de 2016
| Partidos y coaliciones | Partidos y coaliciones                         | Voto popular | Voto popular | Voto popular | Escaños | Escaños |
| Partidos y coaliciones | Partidos y coaliciones                         | Votos        | %            | ±pp          | Total   | +/−     |
| --- | ---------------------------------------------- | ------------ | ------------ | ------------ | ------- | ------- |
| | Fuerza Popular1 (FP)                           | 219,878      | 43.76        | +22.18       | 3       | +2      |
| | Alianza Popular2 (APRA–PPC–VP)                 | 62,943       | 12.53        | n/a          | 1       | ±0      |
| | Peruanos por el Kambio (PPK)                   | 57,850       | 11.51        | Nuevo        | 1       | +1      |
| | Alianza para el Progreso del Perú3 (APP–RN–SP) | 50,968       | 10.14        | n/a          | 0       | ±0      |
| | Frente Amplio (FA)                             | 44,327       | 8.82         | Nuevo        | 0       | ±0      |
| | Acción Popular4 (AP)                           | 35,371       | 7.04         | n/a          | 0       | ±0      |
| | Democracia Directa5 (DD)                       | 14,233       | 2.83         | +2.14        | 0       | ±0      |
| | Frente Esperanza (FE)                          | 6,602        | 1.31         | Nuevo        | 0       | ±0      |
| | Orden (O)                                      | 5,605        | 1.12         | Nuevo        | 0       | ±0      |
| | Perú Posible4 (PP)                             | 4,730        | 0.94         | n/a          | 0       | ±0      |
| |                                                |              |              |              |         |         |
| Total | Total                                          | 502,507      |              |              | 5       | ±0      |
| |                                                |              |              |              |         |         |
| Votos válidos | Votos válidos                                  | 502,507      | 67.81        | –9.30        |         |         |
| Votos en blanco | Votos en blanco                                | 85,730       | 11.57        | +1.71        |         |         |
| Votos nulos | Votos nulos                                    | 152,799      | 20.62        | +7.59        |         |         |
| Votos emitidos | Votos emitidos                                 | 741,036      | 83.32        | –1.21        |         |         |
| Abstenciones | Abstenciones                                   | 148,319      | 16.68        | +1.21        |         |         |
| Votantes registrados | Votantes registrados                           | 889,355      |              |              |         |         |
| |                                                |              |              |              |         |         |
| Fuente: |                                                |              |              |              |         |         |
| Notas al pie: 1 Comparado con los resultados de su partido antecesor Fuerza 2011 en las elecciones de 2011. 2 Comparado con los resultados del Partido Aprista Peruano y el Partido Popular Cristiano en las elecciones de 2011. 3 Comparado con los resultados de Alianza para el Progreso , Restauración Nacional (ambos dentro de la coalición Alianza por el Gran Cambio ) y Somos Perú (dentro de la coalición Alianza Electoral Perú Posible ) en las elecciones de 2011. 4 Dentro de la coalición Alianza Electoral Perú Posible en las elecciones de 2011. 5 Comparado con los resultados de su partido antecesor Fonavistas del Perú en las elecciones de 2011. |                                                |              |              |              |         |         |
| Notas al pie: |                                                |              |              |              |         |         |
| 1 Comparado con los resultados de su partido antecesor Fuerza 2011 en las elecciones de 2011. 2 Comparado con los resultados del Partido Aprista Peruano y el Partido Popular Cristiano en las elecciones de 2011. 3 Comparado con los resultados de Alianza para el Progreso, Restauración Nacional (ambos dentro de la coalición Alianza por el Gran Cambio) y Somos Perú (dentro de la coalición Alianza Electoral Perú Posible) en las elecciones de 2011. 4 Dentro de la coalición Alianza Electoral Perú Posible en las elecciones de 2011. 5 Comparado con los resultados de su partido antecesor Fonavistas del Perú en las elecciones de 2011.                  |                                                |              |              |              |         |         |

### Elecciones parlamentarias de 2011
| Partidos y coaliciones | Partidos y coaliciones                       | Voto popular | Voto popular | Voto popular | Escaños | Escaños |
| Partidos y coaliciones | Partidos y coaliciones                       | Votos        | %            | ±pp          | Total   | +/−     |
| --- | -------------------------------------------- | ------------ | ------------ | ------------ | ------- | ------- |
| | Fuerza 20111 (F2011)                         | 110,341      | 21.58        | +8.99        | 1       | ±0      |
| | Gana Perú2 (PNP–PS–PCP–PSR)                  | 99,259       | 19.41        | +18.38       | 1       | +1      |
| | Alianza por el Gran Cambio3 (APP–PPC–PHP–RN) | 87,019       | 17.02        | n/a          | 1       | ±0      |
| | Solidaridad Nacional4 (SN–UPP–C90–SU–TPP)    | 76,482       | 14.96        | n/a          | 1       | ±0      |
| | Partido Aprista Peruano (APRA)               | 71,760       | 14.03        | –17.54       | 1       | –1      |
| | Perú Posible5 (PP–AP–SP)                     | 54,098       | 10.58        | +4.11        | 0       | ±0      |
| | Cambio Radical (CR)                          | 4,424        | 0.87         | Nuevo        | 0       | ±0      |
| | Fonavistas del Perú (FP)                     | 3,545        | 0.69         | Nuevo        | 0       | ±0      |
| | Fuerza Social (FS)                           | 2,168        | 0.42         | Nuevo        | 0       | ±0      |
| | Fuerza Nacional (FN)                         | 1,260        | 0.25         | Nuevo        | 0       | ±0      |
| | Adelante (Adelante)                          | 1,042        | 0.20         | Nuevo        | 0       | ±0      |
| |                                              |              |              |              |         |         |
| Total | Total                                        | 511,398      |              |              | 5       | ±0      |
| |                                              |              |              |              |         |         |
| Votos válidos | Votos válidos                                | 511,398      | 77.11        | +0.45        |         |         |
| Votos en blanco | Votos en blanco                              | 65,361       | 9.86         | –1.56        |         |         |
| Votos nulos | Votos nulos                                  | 86,491       | 13.03        | +1.11        |         |         |
| Votos emitidos | Votos emitidos                               | 663,250      | 84.53        | –4.51        |         |         |
| Abstenciones | Abstenciones                                 | 121,383      | 15.47        | +4.51        |         |         |
| Votantes registrados | Votantes registrados                         | 784,633      |              |              |         |         |
| |                                              |              |              |              |         |         |
| Fuente: |                                              |              |              |              |         |         |
| Notas al pie: 1 Comparado con los resultados de la coalición Alianza por el Futuro en las elecciones de 2006. 2 Comparado con los resultados del Partido Socialista en las elecciones de 2006. 3 Comparado con los resultados del Partido Popular Cristiano (dentro de Unidad Nacional ) en las elecciones de 2006. 4 Comparado con los resultados del partido Unión por el Perú y Solidaridad Nacional (dentro de Unidad Nacional ) en las elecciones de 2006. 5 Comparado con los resultados del partido Perú Posible y la alianza Frente de Centro en las elecciones de 2006. |                                              |              |              |              |         |         |
| Notas al pie: |                                              |              |              |              |         |         |
| 1 Comparado con los resultados de la coalición Alianza por el Futuro en las elecciones de 2006. 2 Comparado con los resultados del Partido Socialista en las elecciones de 2006. 3 Comparado con los resultados del Partido Popular Cristiano (dentro de Unidad Nacional) en las elecciones de 2006. 4 Comparado con los resultados del partido Unión por el Perú y Solidaridad Nacional (dentro de Unidad Nacional) en las elecciones de 2006. 5 Comparado con los resultados del partido Perú Posible y la alianza Frente de Centro en las elecciones de 2006.                 |                                              |              |              |              |         |         |

### Elecciones parlamentarias de 2006
| Partidos y coaliciones | Partidos y coaliciones                            | Voto popular | Voto popular | Voto popular | Escaños | Escaños |
| Partidos y coaliciones | Partidos y coaliciones                            | Votos        | %            | ±pp          | Total   | +/−     |
| --- | ------------------------------------------------- | ------------ | ------------ | ------------ | ------- | ------- |
| | Partido Aprista Peruano (APRA)                    | 145,840      | 31.57        | +1.66        | 2       | ±0      |
| | Unión por el Perú (UPP)                           | 72,555       | 15.71        | +9.35        | 1       | +1      |
| | Alianza por el Futuro1 (C90–NM–SC)                | 58,145       | 12.59        | +6.40        | 1       | +1      |
| | Unidad Nacional (PPC–SN–RN)                       | 52,672       | 11.40        | –1.10        | 1       | ±0      |
| | Alianza para el Progreso (APP)                    | 31,013       | 6.71         | Nuevo        | 0       | ±0      |
| | Frente de Centro2 (AP–SP–CNI)                     | 23,395       | 5.07         | –3.00        | 0       | ±0      |
| | Restauración Nacional (RN)                        | 14,478       | 3.13         | Nuevo        | 0       | ±0      |
| | Concertación Descentralista (PDS–MHP)             | 13,216       | 2.86         | Nuevo        | 0       | ±0      |
| | Justicia Nacional (JN)                            | 6,889        | 1.49         | Nuevo        | 0       | ±0      |
| | Perú Posible (PP)                                 | 6,462        | 1.40         | –22.79       | 0       | –2      |
| | Con Fuerza Perú                                   | 5,775        | 1.25         | Nuevo        | 0       | ±0      |
| | Partido Socialista (PS)                           | 4,734        | 1.03         | Nuevo        | 0       | ±0      |
| | Movimiento Nueva Izquierda (MNI)                  | 4,313        | 0.93         | Nuevo        | 0       | ±0      |
| | Frente Independiente Moralizador (FIM)            | 4,154        | 0.90         | –3.86        | 0       | ±0      |
| | Frente Popular Agrícola del Perú (Frepap)         | 3,701        | 0.80         | –0.56        | 0       | ±0      |
| | Renacimiento Andino (RA)                          | 3,181        | 0.69         | –2.46        | 0       | ±0      |
| | Fuerza Democrática (FD)                           | 2,880        | 0.62         | Nuevo        | 0       | ±0      |
| | Y se llama Perú                                   | 2,217        | 0.48         | Nuevo        | 0       | ±0      |
| | Avanza País - Partido de Integración Social (AvP) | 2,096        | 0.45         | Nuevo        | 0       | ±0      |
| | Perú Ahora                                        | 1,654        | 0.36         | Nuevo        | 0       | ±0      |
| | Proyecto País (PrP)                               | 1,565        | 0.34         | –2.79        | 0       | ±0      |
| | Reconstrucción Democrática                        | 958          | 0.21         | Nuevo        | 0       | ±0      |
| |                                                   |              |              |              |         |         |
| Total | Total                                             | 461,893      |              |              | 5       | ±0      |
| |                                                   |              |              |              |         |         |
| Votos válidos | Votos válidos                                     | 461,893      | 76.66        | –2.14        |         |         |
| Votos en blanco | Votos en blanco                                   | 68,838       | 11.42        | +2.89        |         |         |
| Votos nulos | Votos nulos                                       | 71,818       | 11.92        | +0.75        |         |         |
| Votos emitidos | Votos emitidos                                    | 602,549      | 89.04        | +5.45        |         |         |
| Abstenciones | Abstenciones                                      | 74,186       | 10.96        | –5.45        |         |         |
| Votantes registrados | Votantes registrados                              | 676,735      |              |              |         |         |
| |                                                   |              |              |              |         |         |
| Fuente: |                                                   |              |              |              |         |         |
| Notas al pie: 1 Comparado con los resultados de los partidos Cambio 90 – Nueva Mayoría y Solución Popular ( Sí Cumple ) en las elecciones de 2001. 2 Comparado con los resultados de los partidos Acción Popular y Somos Perú en las elecciones de 2001. |                                                   |              |              |              |         |         |
| Notas al pie: |                                                   |              |              |              |         |         |
| 1 Comparado con los resultados de los partidos Cambio 90–Nueva Mayoría y Solución Popular (Sí Cumple) en las elecciones de 2001. 2 Comparado con los resultados de los partidos Acción Popular y Somos Perú en las elecciones de 2001.                   |                                                   |              |              |              |         |         |

### Elecciones parlamentarias de 2001
| Partidos y coaliciones | Partidos y coaliciones                    | Voto popular | Voto popular | Voto popular | Escaños | Escaños |
| Partidos y coaliciones | Partidos y coaliciones                    | Votos        | %            | ±pp          | Total   | +/−     |
| ---------------------- | ----------------------------------------- | ------------ | ------------ | ------------ | ------- | ------- |
|                        | Partido Aprista Peruano (APRA)            | 120,964      | 29.91        | n/a          | 2       | n/a     |
|                        | Perú Posible (PP)                         | 97,835       | 24.19        | n/a          | 2       | n/a     |
|                        | Unidad Nacional (PPC–SN–RN–CR)            | 50,570       | 12.50        | n/a          | 1       | n/a     |
|                        | Unión por el Perú (UPP)                   | 25,725       | 6.36         | n/a          | 0       | n/a     |
|                        | Somos Perú (SP)                           | 19,415       | 4.80         | n/a          | 0       | n/a     |
|                        | Frente Independiente Moralizador (FIM)    | 19,237       | 4.76         | n/a          | 0       | n/a     |
|                        | Solución Popular (SoP)                    | 15,944       | 3.94         | n/a          | 0       | n/a     |
|                        | Acción Popular (AP)                       | 13,220       | 3.27         | n/a          | 0       | n/a     |
|                        | Renacimiento Andino (RA)                  | 12,745       | 3.15         | n/a          | 0       | n/a     |
|                        | Proyecto País (PrP)                       | 12,673       | 3.13         | n/a          | 0       | n/a     |
|                        | Cambio 90–Nueva Mayoría (C90–NM)          | 9,114        | 2.25         | n/a          | 0       | n/a     |
|                        | Frente Popular Agrícola del Perú (Frepap) | 5,498        | 1.36         | n/a          | 0       | n/a     |
|                        | Todos por la Victoria (TpV)               | 1,518        | 0.38         | n/a          | 0       | n/a     |
|                        |                                           |              |              |              |         |         |
| Total                  | Total                                     | 404,458      |              |              | 5       | n/a     |
|                        |                                           |              |              |              |         |         |
| Votos válidos          | Votos válidos                             | 404,458      | 78.80        | n/a          |         |         |
| Votos en blanco        | Votos en blanco                           | 43,756       | 8.53         | n/a          |         |         |
| Votos nulos            | Votos nulos                               | 65,052       | 12.67        | n/a          |         |         |
| Votos emitidos         | Votos emitidos                            | 513,266      | 83.59        | n/a          |         |         |
| Abstenciones           | Abstenciones                              | 100,784      | 16.41        | n/a          |         |         |
| Votantes registrados   | Votantes registrados                      | 614,050      |              |              |         |         |
|                        |                                           |              |              |              |         |         |
| Fuente:                |                                           |              |              |              |         |         |

### Elecciones parlamentarias de 2000
Elecciones parlamentarias en distrito electoral nacional único

### Elecciones parlamentarias de 1995
Elecciones parlamentarias en distrito electoral nacional único

### Elecciones parlamentarias de 1990
| Partidos y coaliciones | Partidos y coaliciones                                     | Voto popular | Voto popular | Voto popular | Escaños | Escaños |
| Partidos y coaliciones | Partidos y coaliciones                                     | Votos        | %            | ±pp          | Total   | +/−     |
| --- | ---------------------------------------------------------- | ------------ | ------------ | ------------ | ------- | ------- |
| | Partido Aprista Peruano (APRA)                             | 109,484      | 44.31        | –16.49       | 5       | –1      |
| | Frente Democrático1 (Movimiento Libertad–PPC–AP)           | 74,863       | 30.30        | n/a          | 3       | +3      |
| | Cambio 90 (C90)                                            | 20,929       | 8.47         | Nuevo        | 0       | ±0      |
| | Izquierda Unida (IU)                                       | 17,471       | 7.07         | –13.64       | 0       | –2      |
| | Izquierda Socialista (IS)                                  | 14,315       | 5.79         | Nuevo        | 0       | ±0      |
| | Unión Cívica Independiente                                 | 4,094        | 1.66         | Nuevo        | 0       | ±0      |
| | Frente Popular Agrícola del Perú (Frepap)                  | 1,966        | 0.80         | Nuevo        | 0       | ±0      |
| | Unión Nacional Odriísta (UNO)                              | 1,203        | 0.49         | n/a          | 0       | ±0      |
| | Frente Nacional de Trabajadores y Campesinos2 (Frenatraca) | 853          | 0.35         | –0.01        | 0       | ±0      |
| | Unión Democrática                                          | 700          | 0.28         | Nuevo        | 0       | ±0      |
| | Movimiento Independiente Lambayecano                       | 671          | 0.27         | Nuevo        | 0       | ±0      |
| | Movimiento de Bases Hayistas3 (MBH)                        | 554          | 0.22         | n/a          | 0       | ±0      |
| |                                                            |              |              |              |         |         |
| Total | Total                                                      | 247,103      |              |              | 8       | ±0      |
| |                                                            |              |              |              |         |         |
| Votos válidos | Votos válidos                                              | 247,103      | 100.00       | +3.21        |         |         |
| Votos en blanco | Votos en blanco                                            | 0            | 0.00         | –1.16        |         |         |
| Votos nulos | Votos nulos                                                | 0            | 0.00         | –2.05        |         |         |
| Votos emitidos | Votos emitidos                                             | 247,103      | n/d          | n/a          |         |         |
| Abstenciones | Abstenciones                                               | n/d          | n/d          | n/a          |         |         |
| Votantes registrados | Votantes registrados                                       | n/d          |              |              |         |         |
| |                                                            |              |              |              |         |         |
| Fuente: |                                                            |              |              |              |         |         |
| Notas al pie: 1 Comparado con los resultados del Partido Popular Cristiano (dentro de la coalición Convergencia Democrática ) y Acción Popular en las elecciones de 1985. 2 Comparado con los resultados de Izquierda Nacionalista (IN) en las elecciones de 1985. 3 Dentro de la coalición Convergencia Democrática (CODE) en las elecciones de 1980. |                                                            |              |              |              |         |         |
| Notas al pie: |                                                            |              |              |              |         |         |
| 1 Comparado con los resultados del Partido Popular Cristiano (dentro de la coalición Convergencia Democrática) y Acción Popular en las elecciones de 1985. 2 Comparado con los resultados de Izquierda Nacionalista (IN) en las elecciones de 1985. 3 Dentro de la coalición Convergencia Democrática (CODE) en las elecciones de 1980.                |                                                            |              |              |              |         |         |

### Elecciones parlamentarias de 1985
| Partidos y coaliciones | Partidos y coaliciones                             | Voto popular | Voto popular | Voto popular | Escaños | Escaños |
| Partidos y coaliciones | Partidos y coaliciones                             | Votos        | %            | ±pp          | Total   | +/−     |
| --- | -------------------------------------------------- | ------------ | ------------ | ------------ | ------- | ------- |
| | Partido Aprista Peruano (APRA)                     | 155,254      | 60.80        | +16.71       | 6       | +1      |
| | Izquierda Unida1 (UNIR–UDP–PRT–UI–FOCEP–APS)       | 52,882       | 20.71        | +7.14        | 2       | +2      |
| | Acción Popular (AP)                                | 25,686       | 10.06        | –20.10       | 0       | –3      |
| | Convergencia Democrática2 (PPC–MBH)                | 16,431       | 6.43         | +1.31        | 0       | ±0      |
| | Lista Independiente Frente Lambayecano Víctor Raúl | 2,280        | 0.89         | Nuevo        | 0       | ±0      |
| | Frente Democrático de Unidad Nacional (FUN)        | 1,372        | 0.54         | Nuevo        | 0       | ±0      |
| | Izquierda Nacionalista3 (IN)                       | 909          | 0.36         | –0.29        | 0       | ±0      |
| | Partido Socialista de los Trabajadores (PST)       | 551          | 0.22         | Nuevo        | 0       | ±0      |
| |                                                    |              |              |              |         |         |
| Total | Total                                              | 255,365      |              |              | 8       | ±0      |
| |                                                    |              |              |              |         |         |
| Votos válidos | Votos válidos                                      | 255,365      | 96.79        | +17.79       |         |         |
| Votos en blanco | Votos en blanco                                    | 3,049        | 1.16         | –6.56        |         |         |
| Votos nulos | Votos nulos                                        | 5,417        | 2.05         | –11.23       |         |         |
| Votos emitidos | Votos emitidos                                     | 263,831      | 80.63        | n/a          |         |         |
| Abstenciones | Abstenciones                                       | 63,402       | 19.37        | n/a          |         |         |
| Votantes registrados | Votantes registrados                               | 327,233      |              |              |         |         |
| |                                                    |              |              |              |         |         |
| Fuente: |                                                    |              |              |              |         |         |
| Notas al pie: 1 Comparado con los resultados de los partidos Unión de Izquierda Revolucionaria (PCP-PR–PCR–VR–FLN), Unidad Democrático Popular (UDP), Partido Revolucionario de los Trabajadores (PRT), Unidad de Izquierda (UI), el Frente Obrero Campesino Estudiantil y Popular (FOCEP) y Acción Política Socialista (APS) en las elecciones de 1980. 2 Comparado con los resultados del Partido Popular Cristiano (PPC) en las elecciones de 1980. 3 Comparado con los resultados del Frente Nacional de Trabajadores y Campesinos (Frenatraca) en las elecciones de 1980. |                                                    |              |              |              |         |         |
| Notas al pie: |                                                    |              |              |              |         |         |
| 1 Comparado con los resultados de los partidos Unión de Izquierda Revolucionaria (PCP-PR–PCR–VR–FLN), Unidad Democrático Popular (UDP), Partido Revolucionario de los Trabajadores (PRT), Unidad de Izquierda (UI), el Frente Obrero Campesino Estudiantil y Popular (FOCEP) y Acción Política Socialista (APS) en las elecciones de 1980. 2 Comparado con los resultados del Partido Popular Cristiano (PPC) en las elecciones de 1980. 3 Comparado con los resultados del Frente Nacional de Trabajadores y Campesinos (Frenatraca) en las elecciones de 1980.               |                                                    |              |              |              |         |         |

### Elecciones parlamentarias de 1980
| Partidos y coaliciones | Partidos y coaliciones                                    | Voto popular | Voto popular | Voto popular | Escaños | Escaños |
| Partidos y coaliciones | Partidos y coaliciones                                    | Votos        | %            | ±pp          | Total   | +/−     |
| ---------------------- | --------------------------------------------------------- | ------------ | ------------ | ------------ | ------- | ------- |
|                        | Partido Aprista Peruano (APRA)                            | 68,803       | 44.09        | n/a          | 5       | n/a     |
|                        | Acción Popular (AP)                                       | 47,062       | 30.16        | n/a          | 3       | n/a     |
|                        | Partido Popular Cristiano (PPC)                           | 7,992        | 5.12         | n/a          | 0       | n/a     |
|                        | Unión de Izquierda Revolucionaria (PCP-PR–PCR–VR–FLN)     | 6,649        | 4.26         | n/a          | 0       | n/a     |
|                        | Movimiento Popular de Acción e Integración Social (MPAIS) | 4,477        | 2.87         | n/a          | 0       | n/a     |
|                        | Partido Revolucionario de los Trabajadores (PRT)          | 4,033        | 2.58         | n/a          | 0       | n/a     |
|                        | Unidad Democrático Popular (UDP)                          | 3,944        | 2.53         | n/a          | 0       | n/a     |
|                        | Frente Obrero Campesino Estudiantil y Popular (FOCEP)     | 3,643        | 2.33         | n/a          | 0       | n/a     |
|                        | Unión Nacional Odriísta (UNO)                             | 2,631        | 1.69         | n/a          | 0       | n/a     |
|                        | Unidad de Izquierda (UI)                                  | 2,498        | 1.60         | n/a          | 0       | n/a     |
|                        | Lista Independiente Humanismo Lambayecano                 | 1,547        | 0.99         | n/a          | 0       | n/a     |
|                        | Frente Nacional de Trabajadores y Campesinos (Frenatraca) | 1,020        | 0.65         | n/a          | 0       | n/a     |
|                        | Movimiento Democrático Peruano (MDP)                      | 709          | 0.45         | n/a          | 0       | n/a     |
|                        | Organización Política de la Revolución Peruana (OPRP)     | 624          | 0.40         | n/a          | 0       | n/a     |
|                        | Acción Política Socialista (APS)                          | 424          | 0.27         | n/a          | 0       | n/a     |
|                        |                                                           |              |              |              |         |         |
| Total                  | Total                                                     | 156,056      |              |              | 8       | n/a     |
|                        |                                                           |              |              |              |         |         |
| Votos válidos          | Votos válidos                                             | 156,056      | 79.00        | n/a          |         |         |
| Votos en blanco        | Votos en blanco                                           | 15,260       | 7.72         | n/a          |         |         |
| Votos nulos            | Votos nulos                                               | 26,227       | 13.28        | n/a          |         |         |
| Votos emitidos         | Votos emitidos                                            | 197,543      | n/d          | n/a          |         |         |
| Abstenciones           | Abstenciones                                              | n/d          | n/d          | n/a          |         |         |
| Votantes registrados   | Votantes registrados                                      | n/d          |              |              |         |         |
|                        |                                                           |              |              |              |         |         |
| Fuente:                |                                                           |              |              |              |         |         |